# IBOT (Handballturnier)
Das Internationale Biberacher OsterTurnier (IBOT) ist ein Jugend-Hallenhandballturnier, das seit 1998 alljährlich zu Ostern in Biberach an der Riß stattfindet. Gespielt wird in der männlichen und weiblichen C- bis A-Jugend, dies entspricht einem Alter von 14 bis 19 Jahren. Das Turnier beginnt am Karfreitag mit einer Eröffnungsfeier in der Sporthalle der Dollinger-Realschule. Der Spielbetrieb beginnt samstags und endet am Ostermontag. Turnierausrichter ist die Turngemeinde Biberach.

## IBOT 2011
Das IBOT 2011 war mit 94 teilnehmenden Mannschaften und 264 Spielen, das größte Turnier bisher. Neben Nationalmannschaften aus Irland und der Schweiz nahmen hochklassige Vereinsmannschaften aus ganz Europa teil.

## IBOT 2009
Mit 90 teilnehmenden Mannschaften wurde ein neuer Rekord erzielt. 1500 Teilnehmer trugen 248 Partien aus. Als Hochkaräter waren 2009 erneut die Schweizer Nationalmannschaft in der männlichen A-Jugend dabei. Diese mussten sich allerdings im Finale der Handball-Akademie Göppingen geschlagen geben. Zum ersten Mal war die männliche C-Jugend der russischen Elitemannschaft Medvedi Chechov mit von der Partie. Sie landete mit schwachen Leistungen allerdings nur auf einem unteren Rang. Bereits zum zweiten Mal begeisterten 2009 die irischen Auswahlteams das Publikum. Mit dem siebten Platz in der weiblichen B-Jugend landete die Irish Olympic Handball Association einen schönen Achtungserfolg.

## IBOT 2008
Erstmals nahmen auch Mannschaften aus Irland teil, wo Handball etwa die gleiche Bedeutung wie Cricket in Deutschland hat: eine echte Randsportart. Aber immerhin schafften es die Jungs der männlichen C-Jugend auf einen respektablen 16. Platz unter 20 Teilnehmern.
Nach dem DHB 2007 nutzte in diesem Jahr der süddeutsche Handballverband das Turnier um seine Nachwuchsschiedsrichter zu schulen.

## IBOT 2007
Zur zehnten Auflage des IBOTs ist bei der männlichen A-Jugend ein überaus hochklassiges Feld mit Nationalmannschaften aus Rumänien, Österreich, der Schweiz, Litauen, sowie aus Deutschland angetreten.
Bereits im Vorfeld fand ein Länderspiel zwischen Deutschland und der Schweiz statt (33:30).
Den Sieg beim Turnier sicherte sich jedoch die SG Pforzheim/Eutingen, die sich im Finale mit 18:17 gegen Österreich durchsetzte.
Bei der mB siegte das RSZ Handball-Akademie Göppingen gegen den 1. VfL Potsdam nach einem langen Siebenmeterschießen 29:28, das Turnier der männlichen C-jugend entschied der TuS Steißlingen mit 12:11 gegen die Auswahl des Bezirks Esslingen/Teck für sich.
Bei den Mädchen siegte im Finale der A-Jugend das RSZ Ostfildern gegen die JSG Burscheid-Witzhelden mit 8:7, ebenso knapp war der Erfolg der B-Mädchen des TSV Birkenau gegen die Bezirksauswahl Esslingen-Teck, deren Vertreter sich auch bei der weiblichen C-Jugend mit 11:13 geschlagen geben musste, der Gegner und Turniersieger hieß dort Bezirksauswahl Hegau-Bodensee.
Das zehnte IBOT zeichnete sich nicht nur durch hochklassige Mannschaften aus, sondern auch durch hervorragende Schiedsrichter. So schickte der DHB fünf junge Schiedsrichtergespanne, die dort für den Aufstieg in die 2. Bundesliga gesichtet wurden. Zudem wurden drei Finalspiele vom Bundesligagespann Pritschow/Pritschow geleitet.

## IBOT 2006
Das IBOT fand vom 14. bis 17. April 2006 zum neunten Mal statt. Es nahmen Mannschaften und Schiedsrichter aus Frankreich, Spanien, Italien, Schweiz, Österreich, Norwegen, Litauen, Deutschland und mit Algerien zum ersten Mal ein Team aus Afrika teil. Das Turnier gilt angesichts der hochklassigen internationalen Besetzung, als das bestbesetzte IBOT das es je gab.
Bei den Siegern setzten sich jeweils Mannschaften durch, die schon im Vorfeld zu den Favoriten gezählt haben.

## Sieger
| - Männliche A-Jugend: 1998: TSV Friedberg 1999: TSV München-Ost 2000: TG Biberach 2001: TV Kornwestheim 2002: VfL Potsdam 2003: TG Biberach 2004: Handball-Akademie Göppingen 2005: Handball-Akademie Göppingen 2006: Handball-Akademie Göppingen 2007: SG TB Pforzheim/TV Eutingen 2008: Schweizer Nationalmannschaft 2009: Handball-Akademie Göppingen 2010: Handball-Akademie Göppingen 2011: SG OSC-Schöneberg-Friedenau 2012: HG Oftersheim-Schwetzingen 2013: TV Bittenfeld - Männliche B-Jugend: 1998: TSB Schwäbisch Gmünd 1999: TG Biberach 2000: MTG Wangen 2001: MTG Wangen 2002: Bezirk Esslingen/Teck 2003: Handball-Akademie Göppingen 2004: JSG Neuhausen-Metzingen 2005: Handball-Akademie Göppingen 2006: Landesstützpunkt Potsdam 2007: Handball-Akademie Göppingen 2008: HG Oftersheim/Schwetzingen 2009: 1. VfL Potsdam 2010: Handball-Akademie Göppingen 2011: Nationalmannschaft Schweiz 2012: JSG Echaz-Erms 2013: Handball-Akademie Leipzig/Delitzsch - Männliche C-Jugend (Uwe Engel-Gedächtnisturnier): 1998: Bezirk Ulm 1999: Auswahl Oberschwaben 2000: SG Haslach-Herrenberg-Kuppingen 2001: HC Telekom Austria Wien (Österreich) 2002: Bezirk Esslingen/Teck 2003: 1. VfL Potsdam 2004: 1. VfL Potsdam 2005: Regionalauswahl Zürich 2006: Bezirk Hegau/Bodensee 2007: TuS Steißlingen 2008: 1. VfL Potsdam 2009: Regionalauswahl Zürich 2010: ULZ Sparkasse Schwaz 2011: Bezirk Esslingen-Teck 2012: 1. VfL Potsdam 2013: Handball-Akademie Leipzig/Delitzsch | - Weibliche A-Jugend: 1998: kein Wettbewerb 1999: SC Lehr 2000: TSG Oßweil 2001: SC Lehr 2002: Alemannia Zähringen 2003: TSV Ellerbek 2004: Haspo Bayreuth 2005: TG Biberach 2006: Handballverband Württemberg 2007: RSZ Ostfildern 2008: RSZ Ostfildern 2009: JSG Nellingen/Wolfschlugen 2010: TSG Ketsch 2011: SG Schorndorf 1846 2012: SG Schorndorf 1846 2013: TV Nellingen - Weibliche B-Jugend: 1998: Bezirk Rems 1999: TV Mainzlar 2000: TV Mainzlar 2001: Pallamano Tenace (Italien) 2002: SG Neuhausen/Metzingen 2003: Šiauliai (Litauen) 2004: TSG Ketsch 2005: BCV 93 Magdeburg 2006: Bezirk Esslingen/Teck 2007: TSV Birkenau 2008: SG Hugsweiler/Lahr/Sulz 2009: SG Kronau/Östringen 2010: TSG Ketsch 2011: Bezirk Freiburg 2012: TSV Ismaning 2013: HC Wernau - Weibliche C-Jugend: 1998: SC Lehr 1999: HSG Cannstatt 2000: HSG Cannstatt 2001: HC Arbon (Schweiz) 2002: Bezirk Esslingen/Teck 2003: Bezirk Esslingen/Teck 2004: BSV 93 Magdeburg 2005: Bezirk Bodensee-Donau 2006: TSV Birkenau 2007: Bezirk Hegau-Bodensee I 2008: Bezirk Hegau-Bodensee 2009: Bezirk Hegau-Bodensee 2010: TSV Birkenau 2011: TSG Ketsch 2012: SC Markranstädt 2013: TSV Heiningen 1892 |